# Ciumeira
"Ciumeira" é uma canção da cantora e compositora brasileira Marília Mendonça, lançada como primeiro single do álbum Todos os Cantos (2019) no dia 24 de agosto de 2018 pela gravadora Som Livre.

## Composição
Diferentemente da maior parte do repertório de Marília Mendonça até então, "Ciumeira" foi escrita por seis compositores da Single Hits, um escritório de composições de Goiânia. A cantora escolheu a canção para encabeçar seu terceiro trabalho, Todos os Cantos (2019), que na época ainda se chamava Te Vejo em Todos os Cantos. A canção apresenta a percepção de uma mulher amante que, sentindo ciúmes, não quer ser amante.
Quando a canção foi lançada, o compositor Anair de Paula encontrou semelhanças de "Ciumeira" com "Panfleto de Rua", uma de suas composições antigas e gravada pela dupla Ivis e Carraro. Anair entrou com um processo na justiça alegando plágio. Mais tarde, o processo foi resolvido com Anair de Paula recebendo créditos como compositor por "Ciumeira".

## Gravação
A canção foi gravada ao vivo em 16 de agosto de 2018 na Praça Siqueira Campos, também conhecida como Praça do Relógio, em Belém do Pará. Na época, Marília justificou ter começado a série em Belém pelo fato do Pará ter sido o primeiro estado em que fez shows. A apresentação foi gratuita e, além de "Ciumeira", incluiu outras canções, como "Eu Sei de Cor" e "Flor e o Beija-Flor", esta última com participação da dupla Henrique e Juliano. O vídeo foi dirigido por Fernando Trevisan "Catatau".

## Lançamento e recepção
"Ciumeira" foi lançada como single em 24 de agosto de 2018 simultaneamente com sua versão em videoclipe, e foi um sucesso comercial imediato, se tornando um dos maiores sucessos da carreira de Marília Mendonça. O vídeo da canção alcançou 2 milhões de visualizações em 12 horas, 10 milhões em menos de uma semana e 180 milhões até dezembro de 2018. Na plataforma de streaming Spotify, a canção foi a mais ouvida do Brasil durante seis semanas consecutivas. Em 2019, o single recebeu disco de diamante triplo pela Pro-Música Brasil.

## Desempenho nas tabelas musicais
| País/Parada             | Melhor posição |
| ----------------------- | -------------- |
| Brasil (Top 100 Brasil) | 32             |

## Certificações e vendas
| Região                                                        | Certificação | Unidades/vendas |
| ------------------------------------------------------------- | ------------ | --------------- |
| Brasil (PMB)                                                  | 7× Diamante  | - 2.100.000‡    |
| Portugal (AFP)                                                | Ouro         | - 5.000‡        |
| ‡vendas+valores de streaming baseados somente na certificação |              |                 |